# 6524-es mellékút (Magyarország)
A 6524-es számú mellékút egy közel öt kilométer hosszú, négy számjegyű országos közút Somogy vármegye északi szélén, a Balaton déli partjának térségében. Az M7-es autópálya egyik csomópontját kapcsolja össze a két legközelebbi településsel, a tó partja menti Balatonőszöddel és a belső-somogyi területek felé eső Szóláddal.

## Nyomvonala
A 7-es főútból ágazik ki, a 127,300-as kilométerszelvényénél lévő körforgalomból, Balatonőszöd közigazgatási területén, a település központjától keletre. Délkelet felé indul, párhuzamosan a község főutcájával, amellyel 1,7 kilométer megtétele után kapcsolja össze egy nyugati irányban kiágazó önkormányzati út. Majdnem pontosan a második kilométerénél halad el az M7-es autópálya felett, amely itt a nem sokkal 129. kilométere után jár. A felüljáró előtt, az 1,900-as kilométerszelvény táján kiágazik a sztráda Balatonőszöd–Szólád csomópontjának Letenye felé vezető, 70 573-as számú felhajtó ága és beletorkollik a Budapest felől érkező forgalom 70 572-es számú lehajtója; a túloldalon pedig, 2,2 kilométer után kiágazik a Budapest felé vezető 70 575-ös felhajtó ág és a letenyei irányú 70 574-es számú lehajtó. 3,3 kilométer után átlépi Szólád határát, a község legészakabbi házait pedig 3,9 kilométer után éri el. Ott egy rövidke szakaszon a település lakott területének északi peremén húzódik, de a negyedik kilométerét elhagyva el is távolodik attól. A 65 102-es útba beletorkollva ér véget, annak 3,700-as kilométerszelvénye előtt.
Teljes hossza, az országos közutak térképes nyilvántartását szolgáló kira.gov.hu adatbázisa szerint 4,674 kilométer.

## Története
A Cartographia 2004-es kiadású Világatlaszában még nem szerepel; minden bizonnyal az itteni M7-es sztrádaszakasz létesítéséhez kapcsolódóan épülhetett meg.